# Удорський район
Удо́рський район (рос. Удорский район, комі Удора район) — адміністративна одиниця Республіки Комі Російської Федерації.
Адміністративний центр — село Кослан.

## Населення
Населення району становить 17903 особи (2017; 20400 у 2010, 25083 у 2002, 24832 у 1989).
Національний склад (станом на 2010 рік):
- росіяни — 9296 осіб (45,57 %)
- комі — 8018 осіб (39,30 %)
- українці — 753 особи (3,69 %)
- білоруси — 200 осіб (0,98 %)
- азербайджанці — 153 особи (0,75 %)
- татари — 141 особа (0,69 %)
- чуваші — 114 осіб (0,56 %)
- німці — 50 осіб (0,25 %)
- інші — 1675 осіб

## Адміністративно-територіальний поділ
На території району 3 міських поселення та 11 сільських поселень:
| Поселення                           | Площа, км² | Населення, осіб (1989) | Населення, осіб (2002) | Населення, осіб (2010) | Населення, осіб (2019) | Центр          | Населені пункти |
| ----------------------------------- | ---------- | ---------------------- | ---------------------- | ---------------------- | ---------------------- | -------------- | --------------- |
| Благоєвське міське поселення        | 2604,62    | 3097                   | 3774                   | 3030                   | 2642                   | Благоєво       | 10              |
| Міждуріченське міське поселення     | 5135,73    | 1129                   | 2176                   | 1525                   | 1171                   | Міждуріченськ  | 2               |
| Усогорське міське поселення         | 6155,47    | 3885                   | 5712                   | 5453                   | 5294                   | Усогорськ      | 4               |
| Бутканське сільське поселення       | 1830,21    | 708                    | 414                    | 306                    | 191                    | Буткан         | 1               |
| Важгортське сільське поселення      | 2690,57    | 986                    | 771                    | 627                    | 499                    | Важгорт        | 5               |
| Великопиське сільське поселення     | 2854,37    | 1227                   | 799                    | 504                    | 357                    | Велика Писса   | 5               |
| Великопучкомське сільське поселення | 1628,79    | 595                    | 378                    | 197                    | 108                    | Велика Пучкома | 6               |
| Вожське сільське поселення          | 3022,40    | 2811                   | 3368                   | 3077                   | 2391                   | Вожський       | 2               |
| Глотовське сільське поселення       | 2262,58    | 895                    | 646                    | 457                    | 343                    | Глотово        | 7               |
| Йодвинське сільське поселення       | 1706,82    | 2116                   | 2083                   | 1428                   | 1203                   | Йодва          | 1               |
| Косланське сільське поселення       | 1040,30    | 4193                   | 3013                   | 2533                   | 2114                   | Кослан         | 3               |
| Чернутьєвське сільське поселення    | 1800,42    | 1242                   | 714                    | 511                    | 359                    | Чернутьєво     | 4               |
| Чимське сільське поселення          | 137,35     | 1209                   | 642                    | 454                    | 316                    | Чим            | 1               |
| Чупровське сільське поселення       | 1697,25    | 739                    | 560                    | 298                    | 165                    | Чупрово        | 4               |

2017 року Йортомське сільське поселення було приєднано до складу Благоєвського міського поселення.

## Найбільші населені пункти
| №  | Населений пункт | Населення, осіб (1989) | Населення, осіб (2002) | Населення, осіб (2010) |
| -- | --------------- | ---------------------- | ---------------------- | ---------------------- |
| 1  | Усогорськ       | 3 592                  | 5 583                  | 5 343                  |
| 2  | Кослан          | 3 615                  | 2 679                  | 2 288                  |
| 3  | Благоєво        | 1 219                  | 2 640                  | 2 221                  |
| 4  | Вожський        | 1 466                  | 2 378                  | 2 159                  |
| 5  | Йодва           | 2 116                  | 2 083                  | 1 428                  |
| 6  | Міждуріченськ   | 813                    | 1 951                  | 1 418                  |
| 7  | Мозиндор        | 1 345                  | 990                    | 918                    |
| 8  | Важгорт         | 729                    | 602                    | 512                    |
| 9  | Чим             | 1 209                  | 642                    | 454                    |
| 10 | Солнечний       | 588                    | 366                    | 398                    |

## Відомі особистості
В поселенні народилась:
- Обрєзкова Ніна Олександрівна (* 1965) — комі поетеса, драматург і журналістка (с. Кослан).